# 5月17日
5月17日（ごがつじゅうしちにち）は、グレゴリオ暦で年始から137日目（閏年では138日目）にあたり、年末まであと228日ある。

## できごと

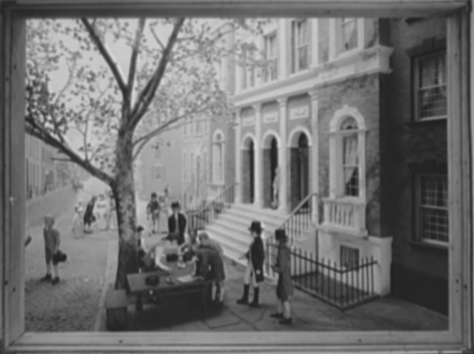
後のニューヨーク証券取引所となるすずかけ協定がスズカケノキの下で結ばれる(1792)

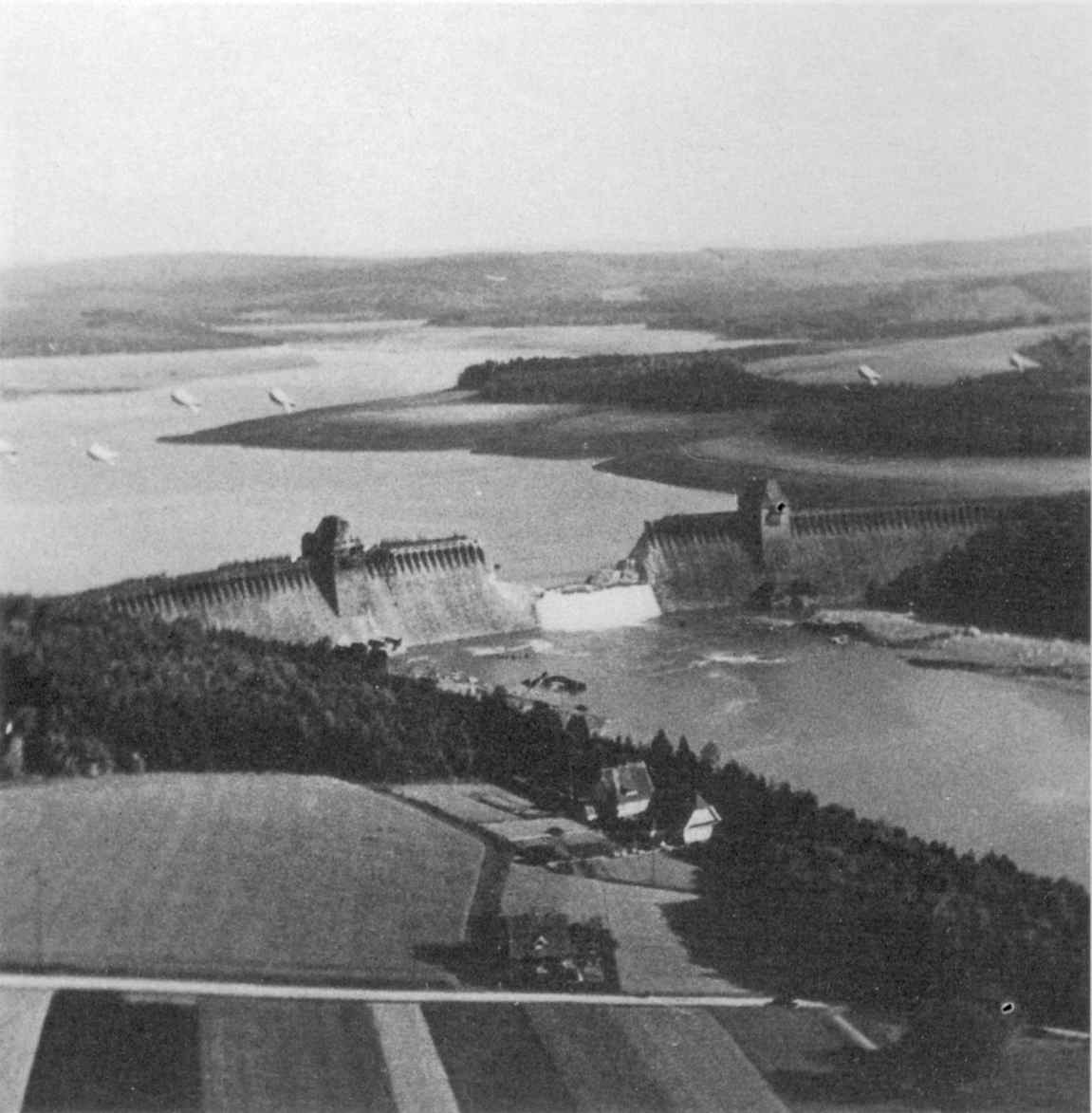
チャスタイズ作戦(1943)。画像は破壊されたメーネ・ダム

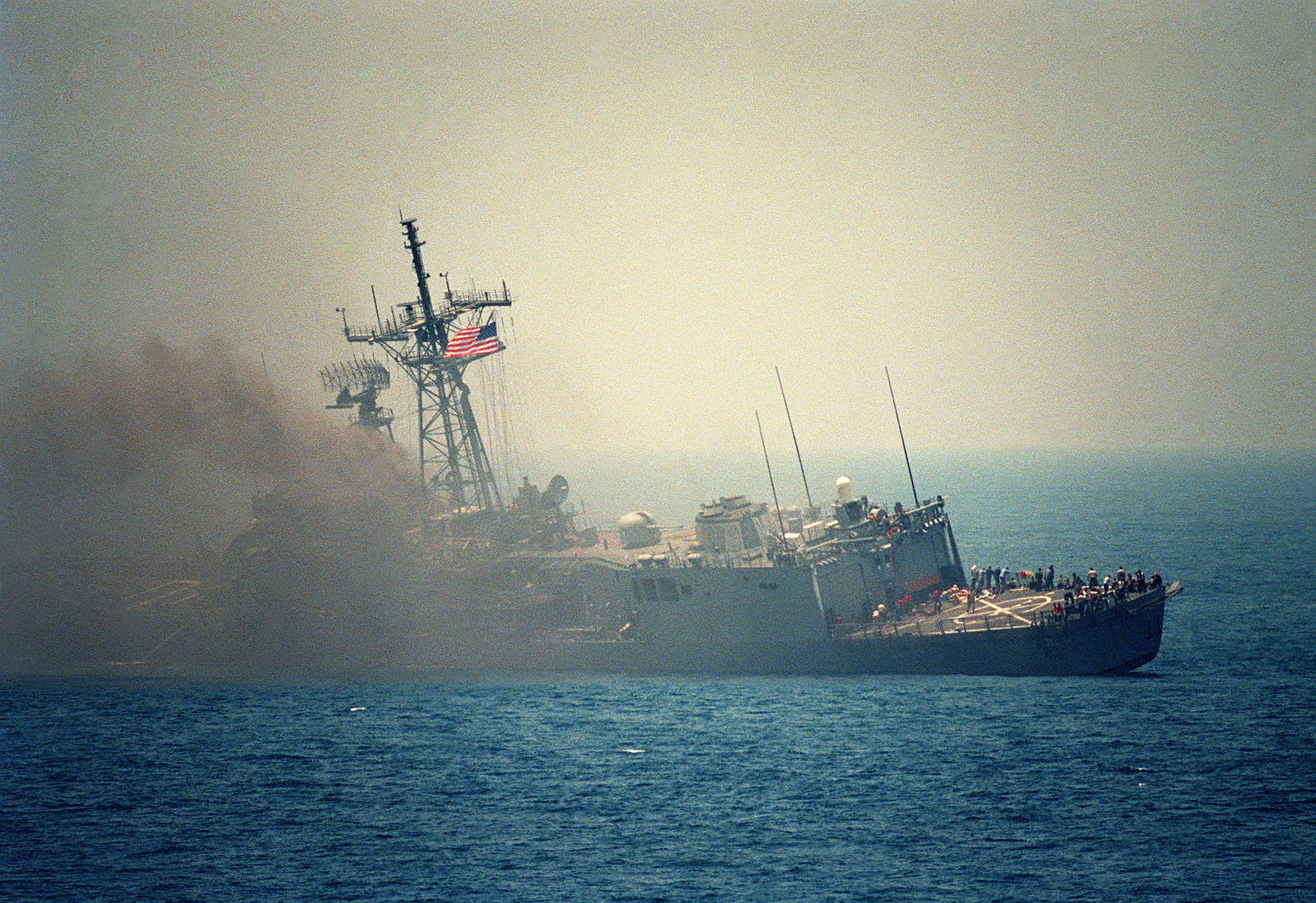
米軍のフリゲート「スターク」にイラク軍機のミサイル命中(1987)

- 1792年 - ニューヨークの仲買人がすずかけ協定を結びウォール街での証券取引が始まる。これが後にニューヨーク証券取引所に発展する。
- 1805年 - ムハンマド・アリーがエジプト総督（ワーリー）に就任。
- 1814年 - ノルウェー憲法が採択され、デンマークからの独立を宣言。デンマーク王家のクリスチャン・フレデリクがノルウェー王に就任。
- 1833年 - アントニオ・ロペス・デ・サンタ・アナがメキシコ大統領に就任。
- 1860年 - ドイツのサッカークラブ、TSV1860ミュンヘンが設立される。
- 1865年 - 万国電信連合（現 国際電気通信連合）が発足する。
- 1868年（明治元年4月25日） - 日本からハワイへの密航移民約150人が横浜を出港。
- 1875年 - 第1回ケンタッキーダービーが開催され、アリスティデスが勝利。
- 1875年 - 最初の屯田兵が北海道に入植。
- 1889年 - 府県制・郡制公布。
- 1911年 - 北海道（現稚内市）で山火事が住宅地へ延焼。稚内町724戸、宗谷村71戸など町の全域が焼失する[1]。
- 1925年 - 宇都宮仙太郎が北海道に有限責任北海道製酪販売組合（後の雪印乳業 → 日本ミルクコミュニティを経て現在の雪印メグミルク）を設立し、純国産バターの製造を開始する。
- 1928年 - 第9回夏季オリンピック・アムステルダム大会開幕。8月12日まで。
- 1931年 - 群馬県金古町（現高崎市）の仮設映画館で火災。火元はフィルム。14人が死亡、37人が重軽傷[2]。
- 1938年 - 日中戦争: 徐州会戦で西住小次郎戦車小隊長が戦死。日中戦争初の軍神となる。
- 1939年 - 福岡市で大日本航空球磨号墜落事故が発生。6人が死亡[3]。
- 1940年 - 第二次世界大戦: ナチス・ドイツによってブリュッセルが占領される。
- 1943年 - 第二次世界大戦: イギリス空軍の第617中隊によってチャスタイズ作戦が行われる。
- 1945年 - 富山地方鉄道本線越中三郷駅 - 東新庄駅間で、電車正面衝突事故。乗客ら45人が死亡、重傷者85人、軽傷者115人。
- 1947年 - 参議院の無所属議員58人が院内会派・緑風会を結成。
- 1954年 - アメリカ合衆国最高裁判所がブラウン対教育委員会裁判で、「人種分離した教育機関は不平等」との判決を出す。
- 1956年 - 石原慎太郎原作の映画『太陽の季節』が封切り。石原裕次郎が映画デビュー。
- 1962年 - 大日本製薬が、前年11月に奇形児出産の恐れがあると指摘されるも製造を続けていたサリドマイドの出荷を停止。
- 1969年 - ベネラ計画:ソ連の金星探査機「ベネラ6号」が金星に着陸。
- 1972年 - 仙台市営バスの車内で、座席下に仕掛けられた爆発物が爆発。乗客33人が重軽傷[4]。
- 1973年 - ウォーターゲート事件: 上院ウォーターゲート特別委員会の公聴会を開始。
- 1978年 - エルサルバドルで日本とエルサルバドルの合弁企業インシンカの社長・松本不二雄が、FARN（全国抵抗武装軍）と名乗る組織により誘拐。同年10月に遺体で発見。（日本時間5月18日）
- 1978年 - 海上自衛隊のPS-1が高知県梼原町の山中に墜落。13人死亡[5]。
- 1983年 - レバノン・イスラエル・アメリカが、レバノンからのイスラエル軍の撤兵協定に調印。
- 1985年 - 男女雇用機会均等法が成立。
- 1987年 - アメリカ海軍のフリゲート「スターク」にイラク軍機が発射したミサイルが命中し、37名の死者を出す。
- 1990年 - 世界保健機関で国際障害疾病分類から同性愛を削除することが決議。
- 1991年 - 暗黒の5月事件。タイ王国でスチンダー・クラープラユーン将軍の首相就任に反発した国民が抗議デモ。軍部が武力で鎮圧し、300名以上の死者が出る。
- 1994年 - マラウイで建国以来初の複数政党制による総選挙を実施。
- 1995年 - ジャック・シラクがフランスの大統領に就任。
- 1995年 - チベットで当時6歳の パンチェン・ラマ11世が中国政府によって拉致される。
- 1997年 - 第一次コンゴ戦争: コンゴ・ザイール解放民主勢力連合 (AFDL) のローラン・カビラが勝利宣言をして大統領に就任し、国名をザイールからコンゴ民主共和国に変更する。
- 2004年 - マサチューセッツ州で同性結婚が法的に認められる。
- 2007年 - ロシア正教会と在外ロシア正教会の和解が成立。
- 2007年 - 京義線・東海線鉄道及び道路の連結事業: 韓国と北朝鮮の間で56年ぶりに分断された南北鉄道で鉄道の試運転が行われる。
- 2007年 - 長久手発砲立てこもり事件。愛知県愛知郡長久手町（現：長久手市）で男が発砲、自宅に人質を取り立てこもる。SATに初の殉職者。
- 2015年 - 大阪都構想の是非を問う住民投票が行われ、反対多数で否決。提唱者であった橋下徹は政治家引退を表明した[6]。
- 2019年 - 台湾の立法院（国会）が、同性婚を合法化する法案「司法院釈字第748号解釈施行法」を可決し、アジアでは初めて同性婚が法的に認められることとなる[7]。

## 誕生日

### 人物

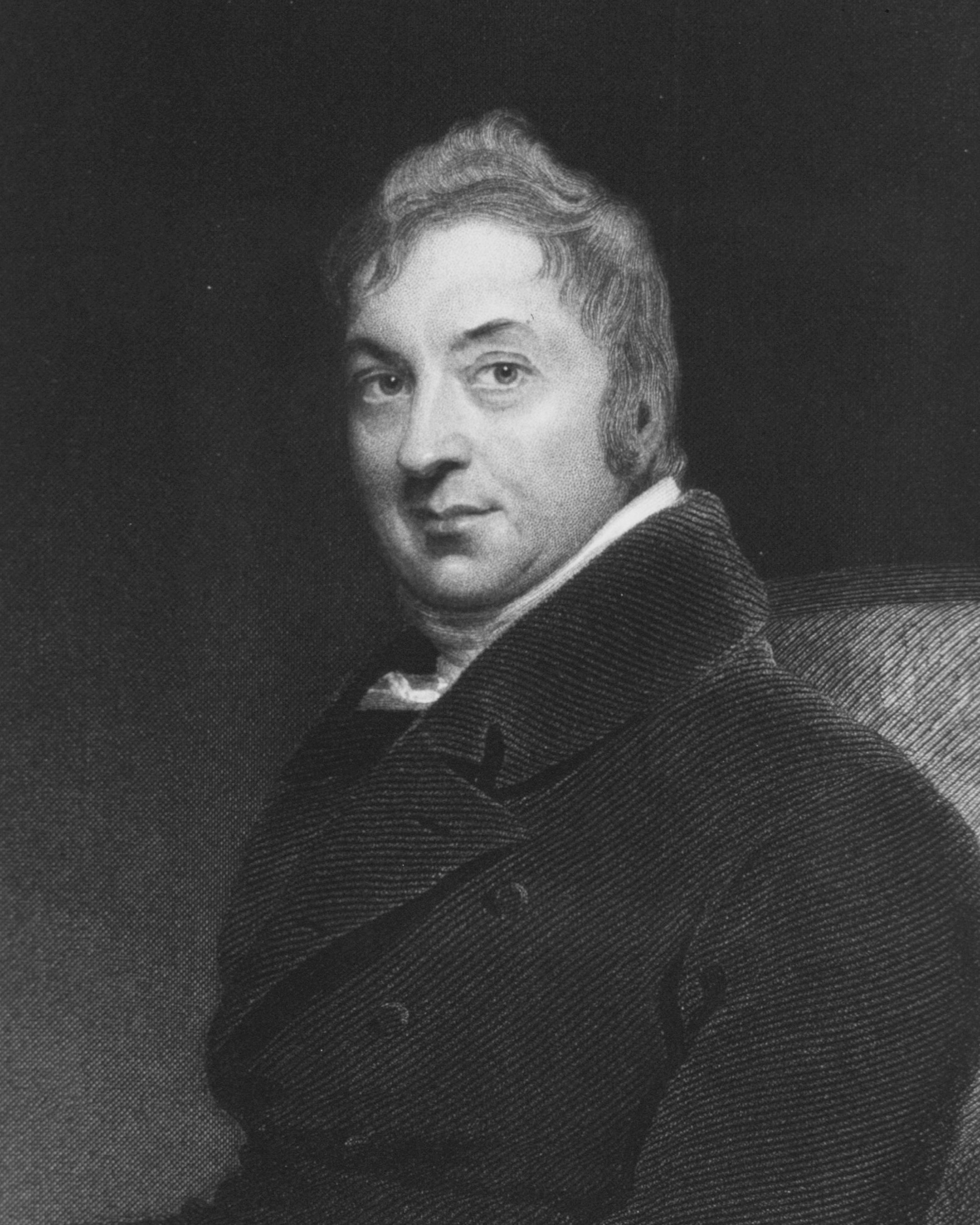
天然痘のワクチンを開発した医学者、エドワード・ジェンナー (1749-1823) 誕生。

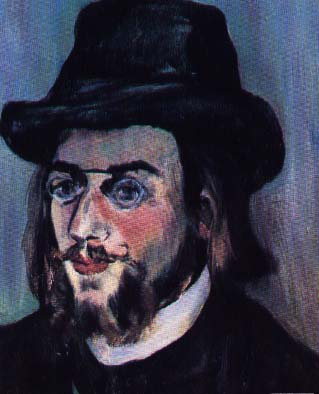
作曲家エリック・サティ (1866-1925) 誕生。画像はシュザンヌ・ヴァラドンによる肖像。

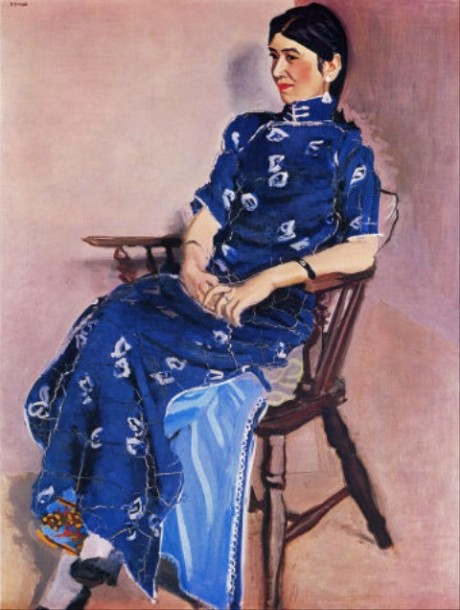
洋画家、安井曾太郎 (1888-1955) 誕生。画像は『金蓉』(1934)

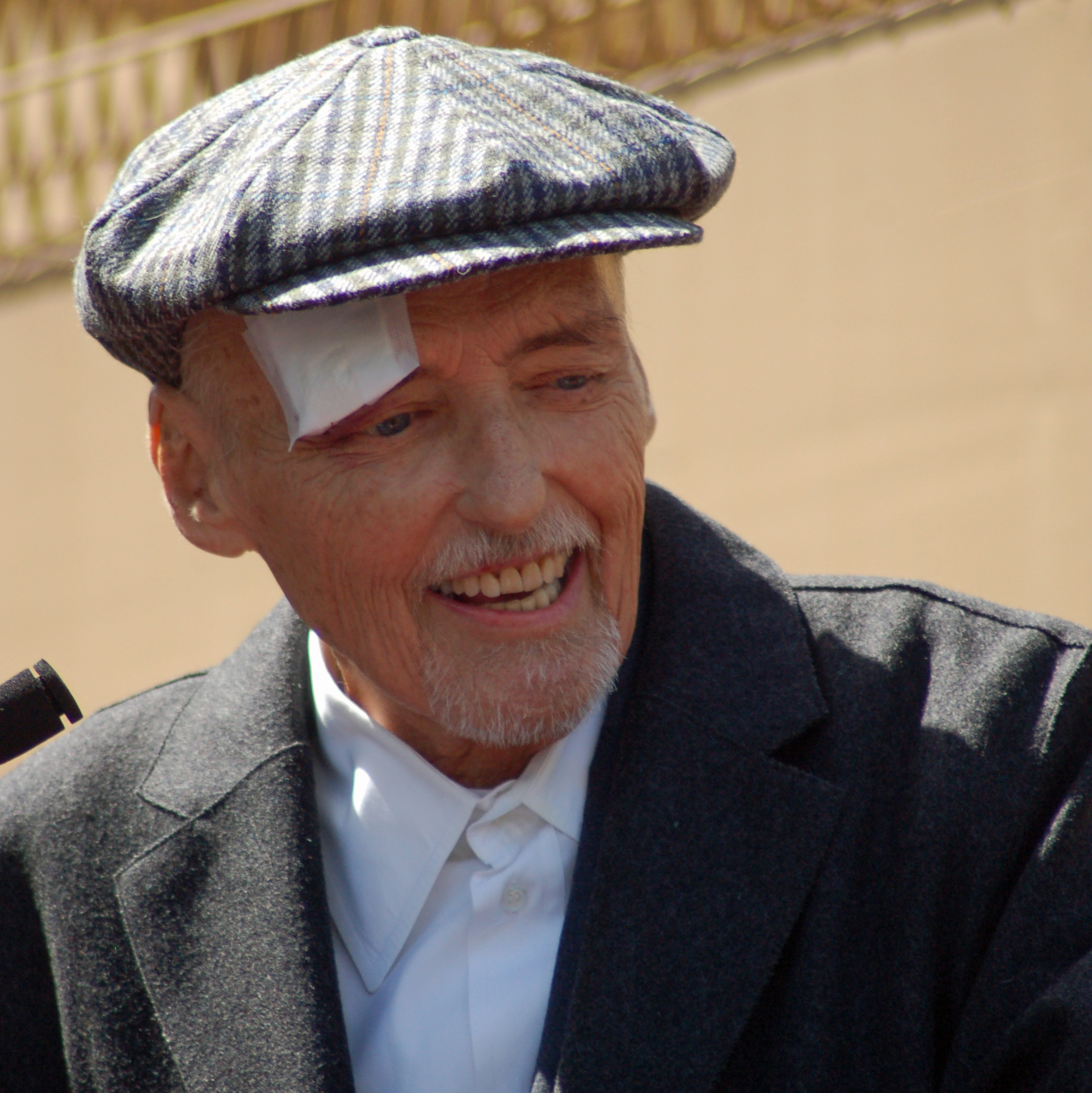
俳優デニス・ホッパー (1936-2010)

- 1155年（久寿2年4月15日） - 慈円、鎌倉時代の天台宗の僧（+ 1225年）
- 1661年（万治4年4月19日） - 松平忠周、信濃国上田藩主（+ 1728年）
- 1749年 - エドワード・ジェンナー、医学者（+ 1823年）
- 1817年 - イリニ・ヤーノシュ、発明家、化学者（+ 1895年）
- 1836年 - ノーマン・ロッキャー、天文学者（+ 1920年）
- 1836年 - ヴィルヘルム・シュタイニッツ、チェスプレイヤー（+ 1900年）
- 1844年 - ユリウス・ヴェルハウゼン、聖書学者、言語学者（+ 1918年）
- 1852年（嘉永5年3月29日） - 松野勇雄、国文学者（+ 1893年）
- 1863年（文久3年3月30日） - 町田忠治、政治家（+ 1946年）
- 1866年 - エリック・サティ、作曲家（+ 1925年）
- 1873年 - ドロシー・リチャードソン、小説家（+ 1957年）
- 1873年 - 橋本正治、内務官僚、政治家、元北海道札幌市長・山口県知事・鹿児島県知事・呉市長（+ 1956年）
- 1873年 - アンリ・バルビュス、作家、社会運動家（+ 1935年）
- 1881年 - 乙骨三郎、作詞家、音楽教育者（+ 1934年）
- 1883年 - 堀川美哉、政治家、元三重県津市長（+ 1963年）
- 1886年 - アルフォンソ13世、スペイン国王（+ 1941年）
- 1886年 - ワルワーラ・ブブノワ、美術家（+ 1983年）
- 1888年 - 安井曾太郎、画家（+ 1955年）
- 1889年 - 雨宮治郎、彫刻家（+ 1970年）
- 1897年 - オッド・ハッセル、物理化学者（+ 1981年）
- 1901年 - 古在由重、哲学者（+ 1990年）
- 1903年 - クール・パパ・ベル、ニグロリーグの野球選手（+ 1991年）
- 1904年 - ジャン・ギャバン、俳優（+ 1976年）
- 1907年 - 塩見俊二、政治家（+ 1980年）
- 1908年 - 井口基成、ピアニスト（+ 1983年）
- 1909年 - カール・シェーファー、フィギュアスケート選手、1936年ガルミッシュパルテンキルヘン五輪金メダリスト（+ 1976年）
- 1909年 - 横山隆一、漫画家（+ 2001年）
- 1911年 - モーリン・オサリヴァン、女優（+ 1998年）
- 1912年 - シャーンドル・ヴェーグ、ヴァイオリニスト（+ 1997年）
- 1916年 - 石沢英太郎、推理作家（+ 1988年）
- 1916年 - 中山武、元プロ野球選手（+ 1975年）
- 1918年 - ビルギット・ニルソン、ソプラノ歌手（+ 2005年）
- 1919年 - 前ノ山政三、大相撲力士（+ 没年不詳）
- 1921年 - デニス・ブレイン、ホルン奏者（+ 1957年）
- 1923年 - 久保吾一、元プロ野球選手（+ 1988年）
- 1926年 - 氏家齊一郎、日本テレビ放送網会長（+ 2011年）
- 1926年 - 松本善明、弁護士、政治家（+ 2019年）
- 1928年 - 長谷部栄一、元プロ野球選手（+ 2017年）
- 1934年 - 森田一、政治家、官僚
- 1935年 - 松尾和子、歌手（+ 1992年）
- 1935年 - 北葉山英俊、元大相撲力士、年寄11代枝川（+ 2010年）
- 1935年 - 海野尚武、元プロ野球選手
- 1936年 - デニス・ホッパー、俳優（+ 2010年）
- 1937年 - 安部譲二、小説家（+ 2019年）
- 1940年 - アラン・ケイ、計算機科学者
- 1940年 - フランク・ヤシック、元プロ野球選手
- 1940年 - イングリート・ヴェンドル、フィギュアスケート選手
- 1941年 - 藤公之介、作詞家
- 1943年 - 水谷勝海、アナウンサー
- 1944年 - 舟崎靖子、詩人、児童文学作家
- 1944年 - ポール・クロスリー、ピアニスト
- 1945年 - トニー・ローチ、テニス選手
- 1946年 - 須田健治、政治家、元新座市長
- 1947年 - 北角富士雄、元プロ野球選手（+ 2008年）
- 1948年 - カルロス・メイ、元プロ野球選手
- 1948年 - 高橋里志、元プロ野球選手（+ 2021年）
- 1949年 - 加納茂徳、元プロ野球選手
- 1949年 - ビル・ブルーフォード、ミュージシャン（イエス、キング・クリムゾン）
- 1950年 - 土肥健二、元プロ野球選手
- 1951年 - 太地琴恵、女優、声優
- 1951年 - 松本龍、政治家、衆議院議員（+ 2018年）
- 1953年 - 島田陽子、女優（+ 2022年）
- 1954年 - 橋本日都、プロゴルファー
- 1955年 - ビル・パクストン、俳優（+ 2017年）
- 1956年 - ボブ・サゲット、コメディアン、俳優（+ 2022年）
- 1956年 - 相本芳彦、アナウンサー
- 1956年 - シュガー・レイ・レナード、プロボクサー
- 1957年 - 団野村、元プロ野球選手、交渉代理人
- 1958年 - ひかわ玲子、小説家
- 1959年 - 池田親興、元プロ野球選手
- 1959年 - 中村知美、実業家、SUBARU社長、スバル・オブ・アメリカ会長
- 1959年 - アンソニー・レイド、レーシングドライバー
- 1960年 - 山本敬三、民法学者
- 1960年 - 早川和夫、元プロ野球選手
- 1961年 - エンヤ、ミュージシャン
- 1962年 - 山形由美、フルート奏者
- 1963年 - 小林孝至、元レスリング選手、1988年ソウル五輪金メダリスト
- 1964年 - 曽利文彦、映画監督
- 1965年 - 田原浩史、元アナウンサー
- 1965年 - トレント・レズナー、ミュージシャン（ナイン・インチ・ネイルズ）
- 1966年 - 常盤響、写真家
- 1967年 - 三輪テツヤ、ミュージシャン（スピッツ）
- 1968年 - 城之内早苗、歌手
- 1968年 - 斎藤陽子、タレント、元アナウンサー
- 1968年 - デイヴ・アブラジーズ、ドラマー
- 1969年 - 五十嵐充、ミュージシャン（元Every Little Thing）
- 1969年 - 森雄一、ディスクジョッキー
- 1969年 - Andy山本、ゲームソフトプロデューサー
- 1969年 - 松本英子、漫画家、イラストレーター
- 1969年 - 我那覇文章、元俳優
- 1969年 - 木戸脇真也、元プロテニス選手
- 1970年 - 坂井真紀、女優
- 1970年 - 大貫かおり、タレント
- 1970年 - セバスチャン・ブリテン、フィギュアスケート選手
- 1972年 - 三遊亭れん生、落語家
- 1972年 - 橋本悠督、アナウンサー
- 1973年 - 白木清か、元アナウンサー
- 1973年 - 細川延由、バレーボール選手
- 1973年 - 井川修司、お笑い芸人（イワイガワ）
- 1974年 - 副島孔太、元プロ野球選手
- 1974年 - 内田貴光、マジシャン
- 1974年 - アンドレア・コアー、ミュージシャン（ザ・コアーズ）
- 1974年 - 川谷修士、お笑い芸人（2丁拳銃）
- 1975年 - スコット・シーボル、元プロ野球選手
- 1975年 - エリエル・サンチェス、野球選手
- 1976年 - 井ノ原快彦、俳優、歌手（元V6、20th Century）
- 1976年 - ホセ・ギーエン、元プロ野球選手
- 1977年 - 斉藤一平 、俳優、プロボクサー
- 1977年 - 皆川賢太郎、元アルペンスキー選手
- 1977年 - 狩野美雪、元バレーボール選手
- 1977年 - 奈良将史、元プロ野球選手
- 1978年 - 林健、お笑い芸人（ギャロップ）
- 1978年 - 山岸範宏、サッカー選手
- 1978年 - 渡邉恒樹、元プロ野球選手
- 1978年 - カルロス・ペーニャ、元プロ野球選手
- 1981年 - 久保田裕之、ファッションモデル、俳優
- 1981年 - フラビア・オッタビアーニ、フィギュアスケート選手
- 1981年 - シリ・マイモン、歌手
- 1982年 - 大黒美和子、歌手
- 1982年 - 中村礼子、元水泳選手
- 1982年 - トニー・パーカー、元バスケットボール選手
- 1982年 - ニック・マセット、プロ野球選手
- 1983年 - 小正裕佳子、疫学者、元アナウンサー
- 1983年 - 松田宣浩、元プロ野球選手
- 1983年 - 財津ひろみ、福岡放送アナウンサー
- 1984年 - 伊﨑右典、俳優、歌手（元FLAME）
- 1984年 - 伊﨑央登、俳優、歌手（元FLAME）
- 1984年 - クリスティアン・ボラーニョス、サッカー選手
- 1984年 - イゴール・デニソフ、元サッカー選手
- 1984年 - 生野陽子、フジテレビアナウンサー
- 1984年 - 寺田桜子、元カーリング選手
- 1984年 - 飯田洋輔、俳優
- 1984年 - パッセンジャー、歌手
- 1985年 - 小島庸平、モトクロスライダー
- 1985年 - マット・ライアン、アメリカンフットボール選手
- 1986年 - 神子島みか、レーシングドライバー
- 1987年 - 三好洋央、元サッカー選手
- 1988年 - 米倉恒貴、サッカー選手
- 1989年 - テッサ・ヴァーチュ、フィギュアスケートアイスダンス選手
- 1989年 - レッツゴーよしまさ、ものまねタレント
- 1990年 - 松田翔太、元プロ野球選手
- 1990年 - 菅沼駿哉、サッカー選手
- 1990年 - レヴェン・ランビン、女優
- 1991年 - 小林香菜、タレント、アイドル（元AKB48）
- 1991年 - 豊福晃司、元プロ野球選手
- 1991年 - 辻本達規、タレント（BOYS AND MEN）
- 1992年 - 三浦龍輝、プロサッカー選手
- 1992年 - ベン・ギャメル、プロ野球選手
- 1993年 - 岩本照、アイドル（Snow Man）
- 1993年 - 佐山彩香、女優、元グラビアアイドル
- 1993年 - 鴨下望美、秋田放送アナウンサー
- 1993年 - 橋本皓、ラグビー選手
- 1994年 - アンゴラ村長、お笑いタレント（にゃんこスター）
- 1994年 - 溝脇隼人、元プロ野球選手
- 1996年 - 春風亭弁橋、落語家
- 1997年 - 田中若葉、ファッションモデル
- 1998年 - 朝長美桜、タレント、元アイドル（元HKT48）
- 1998年 - 高山優希、元プロ野球選手
- 1999年 - 橋岡大樹、プロサッカー選手
- 1999年 - 泉口友汰、プロ野球選手
- 2000年 - 長月翠、タレント、元グラビアアイドル（元ラストアイドル）
- 2000年 - 砂田将宏、歌手（BALLISTIK BOYZ from EXILE TRIBE）
- 2000年 - 松井珠紗、プロレスラー、女優
- 2001年 - 小橋マリカ、プロレスラー
- 2002年 - 元謙太、プロ野球選手
- 2002年 - 阿部菜々実、シンガーソングライター、アイドル（元ラストアイドル）
- 2002年 - 松本遼大、プロ野球選手
- 2002年 - 長谷川信哉、プロ野球選手
- 2004年 - 三野宮鈴、グラビアアイドル、タレント
- 2005年 - 鈴木陽人、サッカー選手
- 2005年 - シャルロット・ルッツ、卓球選手
- 2015年 - 藤本風悟、子役
- 生年不詳 - 杏ちゃむ、プロレスラー、グラビアアイドル
- 生年不詳 - R Sound Design、音楽家、ボカロP

### 人物以外（動物など）
- 1999年 - アドマイヤドン、競走馬、種牡馬

## 忌日

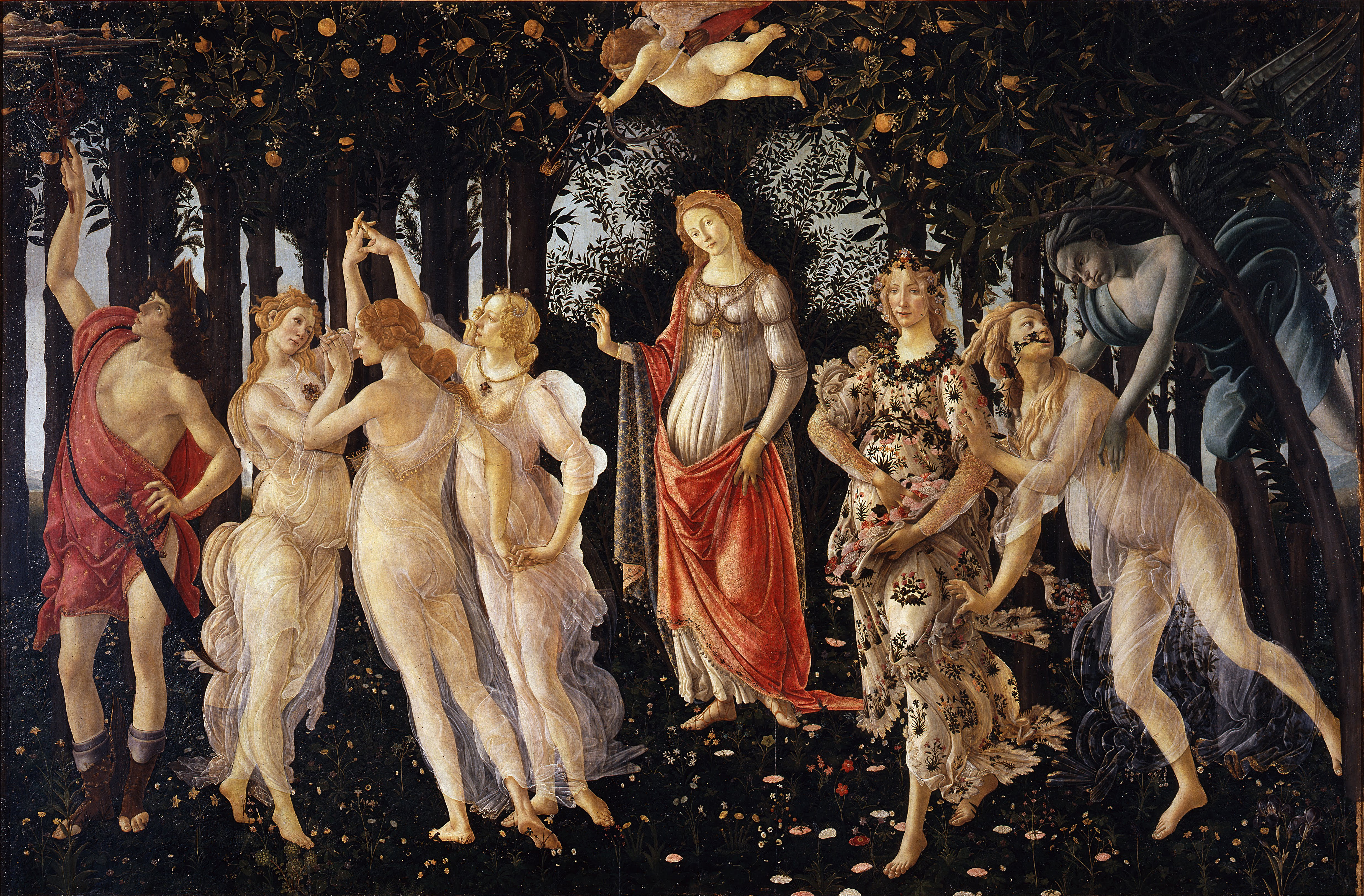
ルネサンスの画家サンドロ・ボッティチェッリ(1445-1510)没。画像は『プリマヴェーラ』(1482頃)

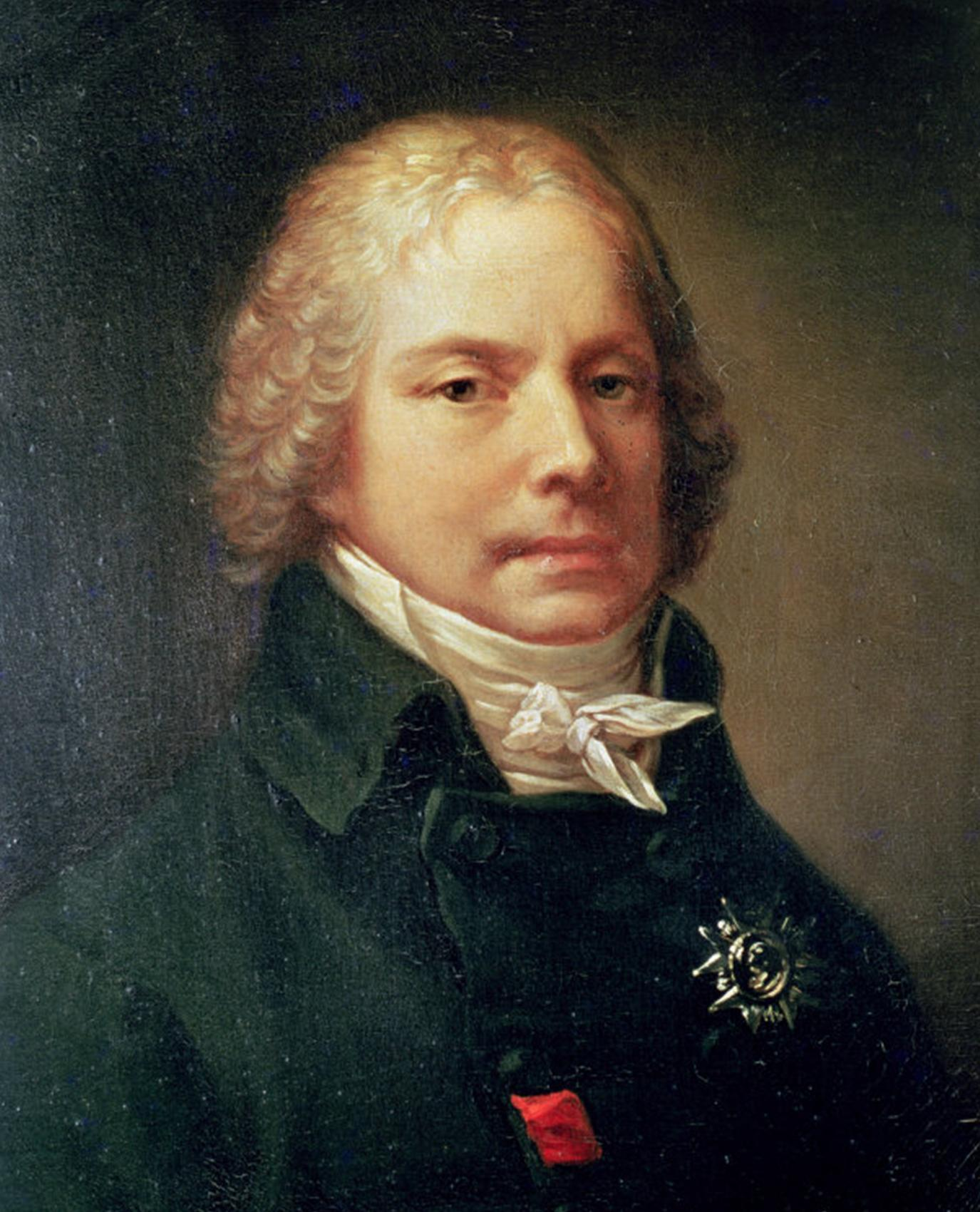
フランスの政治家タレーラン(1754-1838)没。

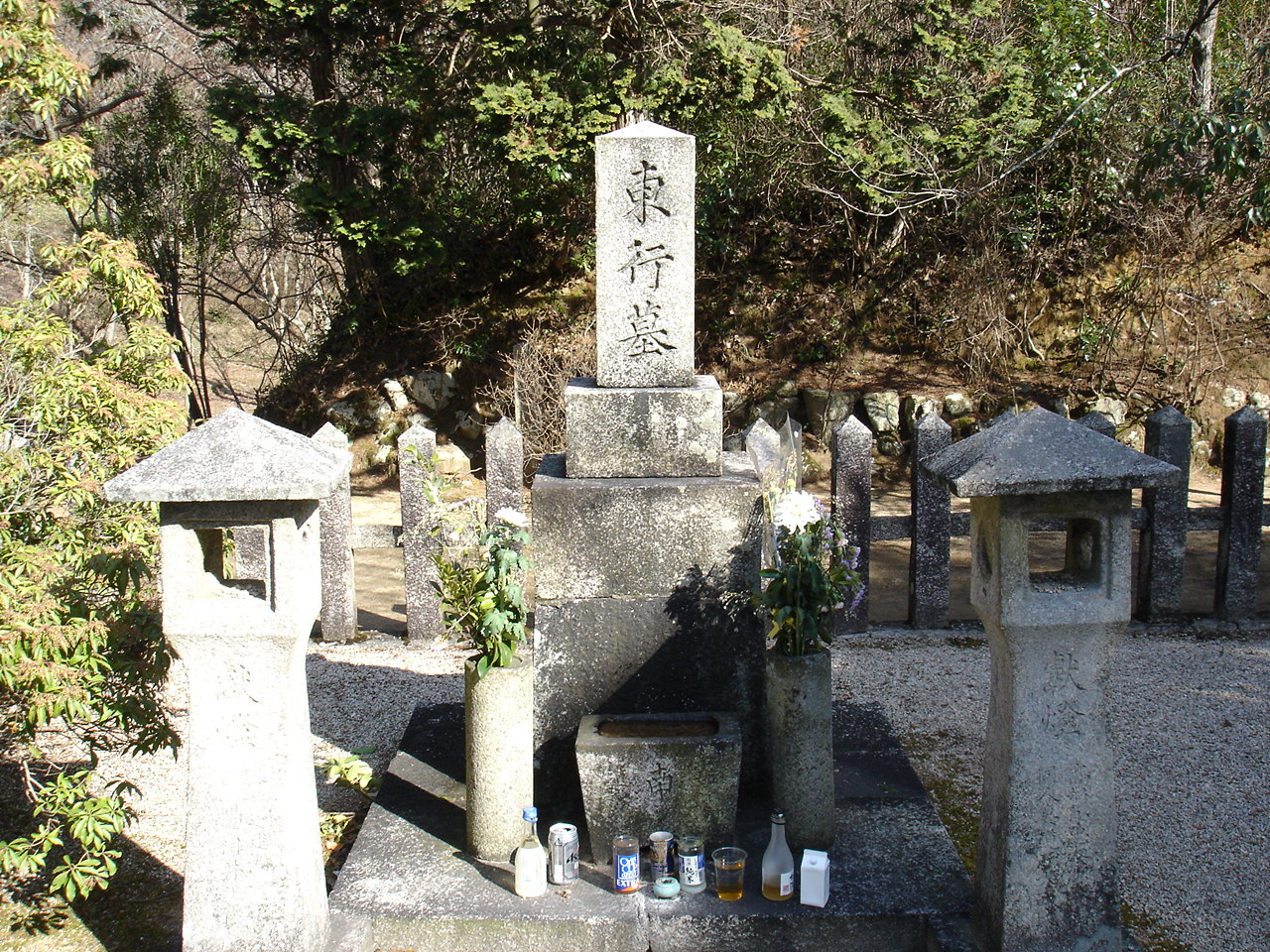
幕末の志士、高杉晋作(1839-1867)結核で病死。

新撰組局長、近藤勇(1834-1868)板橋刑場で処刑される。

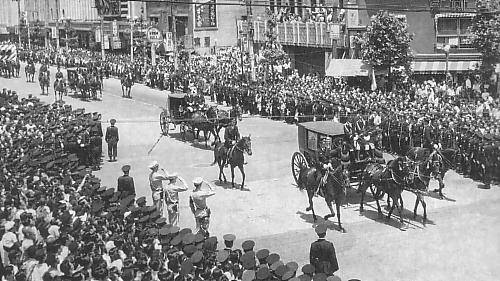
貞明皇后(1884-1951)崩御。

| 政体は衰え倒れるかもしれないが、私はそうではない。 |

| おもしろき こともなき世を おもしろく――辞世の句 |

| 快受電光三尺剣 只将一死報君恩――辞世の句 |

### 人物
- 1246年（寛元4年閏4月1日） - 北条経時、鎌倉幕府第4代執権（* 1224年）
- 1336年（正慶5年/延元元年4月6日） - 後伏見天皇、93代天皇（* 1288年）
- 1510年 - サンドロ・ボッティチェッリ、画家（* 1445年）
- 1626年 - ジョアン・パウ・プジョル、作曲家（* 1570年）
- 1643年 - ジョヴァンニ・ピッキ、作曲家（* 1571年/1572年）
- 1727年 - エカチェリーナ1世、ロシア皇帝（* 1684年）
- 1735年 - ゲオルク・フリードリヒ・カール、バイロイト侯領の辺境伯（* 1688年）
- 1765年 - アレクシス・クレロー、数学者（* 1713年）
- 1786年（天明6年4月20日） - 趙陶斎、書家（* 1713年）
- 1799年（寛政11年4月13日） - 桑山玉洲、文人画家（* 1746年）
- 1801年 - ウィリアム・ヘバーデン（英語版）、医師、著述家（ヘバーデン結節）（* 1710年）
- 1809年 - レオポルト・アウエンブルッガー、医師、打診法考案者（* 1722年）
- 1818年（文政元年4月13日） - 伊能忠敬、測量家（* 1745年）
- 1829年 - ジョン・ジェイ、政治家、連邦最高裁判所初代長官、元ニューヨーク州知事（* 1745年）
- 1838年 - タレーラン＝ペリゴール、フランス革命期の政治家（* 1754年）
- 1838年 - ルネ・カイエ、探検家（* 1799年）
- 1858年 - ヘレーネ、オルレアン公フェルディナン・フィリップの妃（* 1814年）
- 1866年 - アドルフ・ベルンハルト・マルクス、作曲家、音楽理論家、音楽評論家（* 1795年）
- 1867年（慶応3年4月14日） - 高杉晋作、幕末の志士（* 1839年）
- 1868年（慶応4年4月25日） - 近藤勇、新選組局長（* 1834年）
- 1871年（明治4年3月28日） - 毛利敬親、長州藩主（* 1819年）
- 1875年 - ジョン・C・ブレッキニリッジ、第14代アメリカ合衆国副大統領（* 1821年）
- 1884年 - ルイ・ブラッサン、ピアニスト、作曲家（* 1840年）
- 1886年 - 二代目林家延玉、落語家（* 生年不詳）
- 1889年 - マリー、バイエルン王マクシミリアン2世の妃（* 1811年）
- 1889年 - マルセル・モイーズ、フルート奏者（+ 1984年）
- 1890年 - 沼間守一、ジャーナリスト、自由民権運動の活動家、東京府会議長（* 1844年）
- 1905年 - ジョン・アバディー、プロ野球選手（* 1854年）
- 1908年 - 徳川義礼、貴族院議員（* 1863年）
- 1917年 - チャールズ・ブルック、第2代サラワク王（* 1829年）
- 1919年 - 中村歌六 (3代目)、歌舞伎役者（* 1849年）
- 1934年 - キャス・ギルバート、建築家（* 1859年）
- 1935年 - ポール・デュカス、作曲家（* 1865年）
- 1945年 - 滝精一、美術史家（* 1875年）
- 1949年 - バラージュ・ベーラ、映画評論家、詩人、劇作家（* 1884年）
- 1949年 - 海野十三、SF作家（* 1897年）
- 1951年 - 貞明皇后、皇族、大正天皇の皇后（* 1884年）
- 1958年 - 桜井弥一郎、野球選手（* 1883年）
- 1964年 - 出羽湊利吉、大相撲力士（* 1907年）
- 1966年 - ランディ・ターピン、プロボクサー（* 1928年）
- 1969年 - 丹沢善利[8]、実業家、昭和製鉄鉱業・朝日土地興業創立者、 元千葉日報社長（* 1891年）
- 1972年 - ゴードン・ロウ、テニス選手（* 1884年）
- 1976年 - 青柳信雄、映画監督、プロデューサー（* 1903年）
- 1978年 - 渡瀬譲、物理学者、元大阪市立大学学長（* 1907年）
- 1981年 - ヒューゴー・フリードホーファー、作曲家（* 1901年）
- 1981年 - 服部富子、歌手（* 1917年）
- 1986年 - リュドミラ・パホモワ、フィギュアスケート選手（* 1946年）
- 1987年 - グンナー・ミュルダール、経済学者、ノーベル経済学賞共同受賞者（* 1898年）
- 1989年 - フィン・ユール、家具デザイナー（* 1912年）
- 1991年 - ジョージ・イヴリン・ハッチンソン、動物学者（* 1903年）
- 1991年 - 大谷貴義、実業家、日美創業者（* 1905年）
- 1993年 - 猪熊弦一郎、画家（* 1902年）
- 1994年 - 古岡秀人、編集者、学習研究社創業者（* 1908年）
- 1994年 - 矢沢恒雄、政治家、元埼玉県加須市長（* 1911年）
- 1994年 - 村松剛、評論家、フランス文学者（* 1929年）
- 1996年 - ジョニー・"ギター"・ワトソン、ブルースギタリスト（* 1935年）
- 1999年 - ブルース・フェアバーン、音楽プロデューサー（* 1949年）
- 2000年 - ドナルド・コガン、カンタベリー大主教（* 1909年）
- 2000年 - 倉橋健、英文学者、演劇評論家、演出家、早稲田大学名誉教授（* 1919年）
- 2001年 - 團伊玖磨、作曲家、エッセイスト（* 1924年）
- 2002年 - 稲田献一、経済学者（* 1925年）
- 2002年 - 兼田敏、作曲家（* 1935年）
- 2002年 - デイビーボーイ・スミス、プロレスラー（* 1962年）
- 2004年 - マージョリー・コートニー＝ラティマー、博物館員、シーラカンス現生種の発見者（* 1907年）
- 2004年 - 矢野幸夫、元騎手・調教師、馬の整体師（* 1917年）
- 2004年 - イッズッディーン・サリーム、イラク統治評議会議長（* 1943年）
- 2004年 - 金田真一、作曲家、打楽器奏者（* 1960年）
- 2004年 - 鈴木貴久、プロ野球選手・指導者（* 1963年）
- 2005年 - 安芸敬一、地震学者（* 1930年）
- 2005年 - 池田純一、元プロ野球選手（* 1946年）
- 2006年 - 二本柳俊夫、騎手、調教師（* 1920年）
- 2006年 - クレア・ボイラン、ジャーナリスト、評論家（* 1948年）
- 2007年 - ロイド・アリグザンダー、児童文学・ファンタジー作家（* 1924年）
- 2007年 - 滝上隆司、実業家、元小田急電鉄・箱根登山鉄道社長（* 1925年）
- 2007年 - 塩沢とき、女優（* 1928年）
- 2007年 - 藤原伊織、小説家（* 1948年）
- 2008年 - 松田光弘、ファッションデザイナー（* 1934年）
- 2009年 - 松本盛二、放送実業家、元朝日ビルディング社長、元九州朝日放送社長（* 1919年）
- 2009年 - マリオ・ベネデッティ、ジャーナリスト、小説家、詩人（* 1920年）
- 2009年 - 宇佐美徹也、スポーツライター、日本プロ野球公式記録員（* 1933年）
- 2009年 - 頼近美津子、アナウンサー、司会者、女優（* 1955年）
- 2010年 - イヴォンヌ・ロリオ＝メシアン、ピアニスト、教師（* 1924年）
- 2010年 - 出雲井晶、作家、日本画家（* 1926年）
- 2010年 - 吉岡治、作詞家、放送作家（* 1934年）
- 2011年 - ジョセフ・ガリバルディ、ホッケー選手、1936年ベルリン五輪金メダリスト（* 1915年）
- 2011年 - エドワード・ハードウィック、俳優（* 1932年）
- 2011年 - ハーモン・キルブルー、元プロ野球選手（* 1936年）
- 2012年 - 野間友一、弁護士、政治家（* 1932年）
- 2012年 - フランス・クリダ、ピアニスト（* 1932年）
- 2012年 - ドナ・サマー、ポップ・ミュージック歌手（* 1948年）
- 2013年 - ホルヘ・ラファエル・ビデラ、政治家、第41代アルゼンチン大統領（* 1925年）
- 2013年 - フィリップ・ゴーモン、自転車ロードレース選手（* 1973年）
- 2014年 - 高良鉄夫、動物学者、第8代琉球大学学長（* 1913年）
- 2014年 - ジェラルド・モーリス・エデルマン、生物学者、ノーベル生理学・医学賞受賞者（* 1929年）
- 2014年 - ドゥアンチャイ・ピチット、軍人、政治家、元ラオス国防大臣兼副首相（* 1946年）
- 2014年 - 笹原忠義、実業家、元アナウンサー、元北陸放送社長（* 1954年）
- 2015年 - 車谷長吉、小説家、エッセイスト、詩人（* 1945年）
- 2015年 - 松本恵二、レーシングドライバー（* 1949年）
- 2016年 - 堀内光雄、実業家、政治家、元富士急行社長、第60代通商産業大臣、第52代労働大臣（* 1930年）
- 2016年 - 式場壮吉、実業家、自動車評論家、元レーシングドライバー（* 1939年）
- 2016年 - 柳家喜多八、落語家（* 1949年）
- 2016年 - 水谷優子、声優、歌手、ナレーター（* 1964年）
- 2017年 - 林有厚、実業家、元東京ドーム社長、元東洋太平洋ボクシング連盟会長（* 1930年）
- 2017年 - ヴィクトル・ゴルバトコ、宇宙飛行士（* 1934年）
- 2017年 - 坂井隆憲、政治家（* 1947年）
- 2017年 - クリス・コーネル、ミュージシャン（* 1964年）
- 2018年 - リチャード・パイプス、歴史学者、ハーバード大学名誉教授（* 1923年）
- 2018年 - 古澤嘉生、教会音楽学者、西南学院大学名誉教授（* 1929年）
- 2018年 - ニコル・フォンテーヌ、政治家、元欧州議会議長（* 1942年）
- 2018年 - 石井博泰、俳優（* 1967年）
- 2019年 - ハーマン・ウォーク、小説家（* 1915年）
- 2020年 - 戸井田園子、家電コーディネーター（* 1962年または1963年）
- 2020年 - シャド・ガスパード、プロレスラー（* 1981年）
- 2020年 - 吹原幸太、脚本家、演出家、構成作家、小説家、俳優（* 1982年）
- 2021年 - ジョー・マーサー、騎手（* 1934年）
- 2021年 - ドン・カヌードル、プロレスラー、元NWA世界タッグ王者（* 1950年）
- 2022年 - ローランズ・カルニンシュ、映画監督（* 1922年）
- 2022年 - 丁來赫、軍人、政治家（* 1926年）
- 2022年 - 今泉正隆、警察官僚、第72代警視総監（* 1926年）
- 2022年 - 山本潔、実業家、元RKB毎日放送社長（* 1929年）
- 2022年 - ヴァンゲリス、シンセサイザー奏者、作曲家（* 1943年）
- 2023年 - 佐々波楊子、経済学者、慶應義塾大学名誉教授（* 1932年）
- 2023年 - 春日三球、漫才師（春日三球・照代）（* 1933年）
- 2023年 - スーパースター・ビリー・グラハム、プロレスラー、元NWA世界タッグ王座・IWA世界ヘビー級王座・WWWFヘビー級王者（* 1943年）
- 2024年 - バド・アンダーソン、パイロット（* 1922年）
- 2024年 - 栗田幸雄、政治家、第5代公選福井県知事（* 1930年）
- 2024年 - ゴードン・ベル、コンピュータ技術者、実業家、ミニコンピュータ開発者（* 1934年）
- 2024年 - スティーヴン・J・リヴェル、脚本家、小説家（* 1949年）
- 2024年 - 久保新二、俳優（* 1951年）
- 2024年 - 梅津秀行、声優（* 1955年）

### 人物以外（動物など）
- 1947年 - シービスケット、競走馬（* 1933年）
- 2018年 - テイエムオペラオー、競走馬（* 1996年）

## 記念日・年中行事

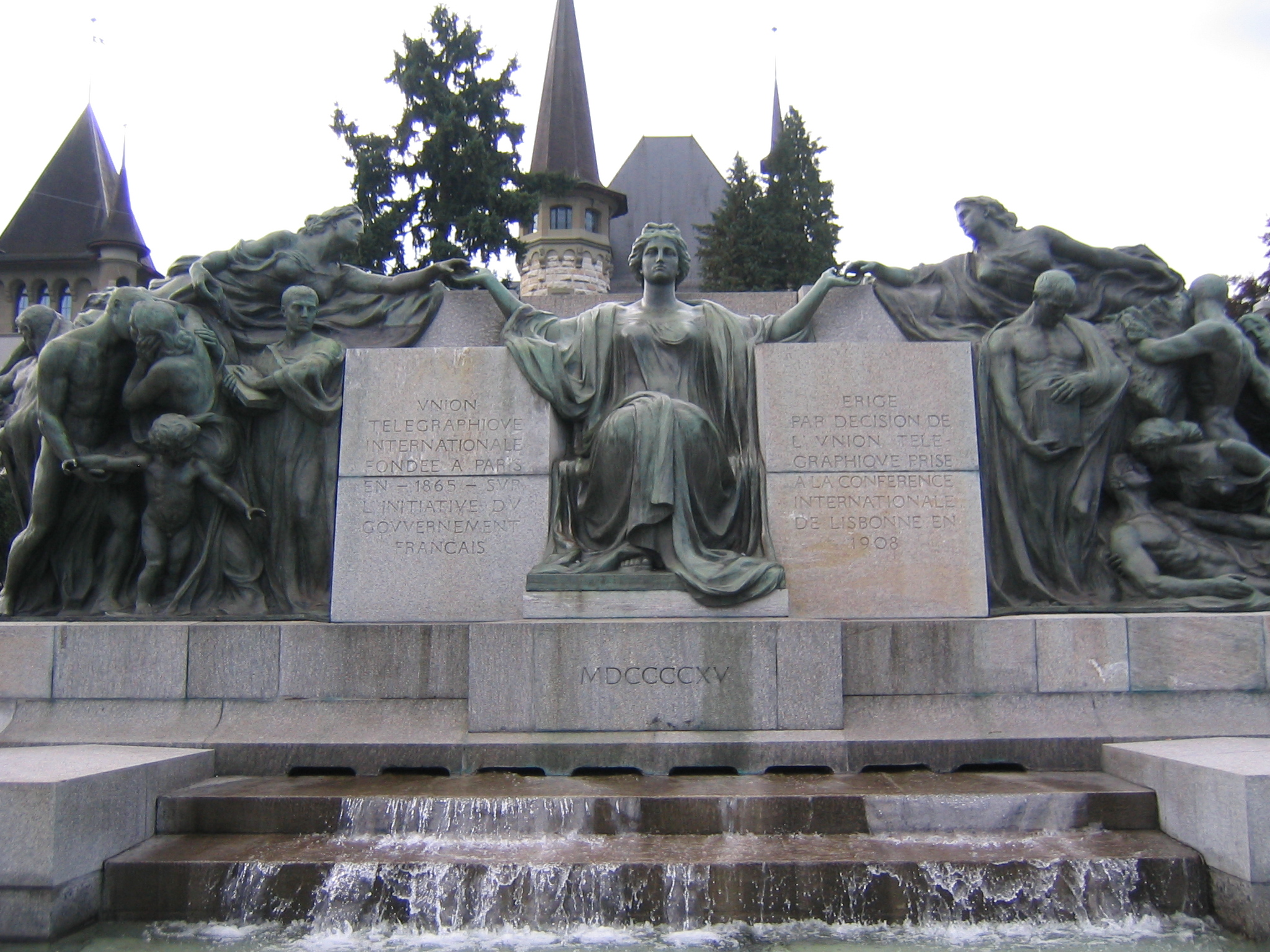
国際電気通信連合の前身、万国電信連合発足(1865)

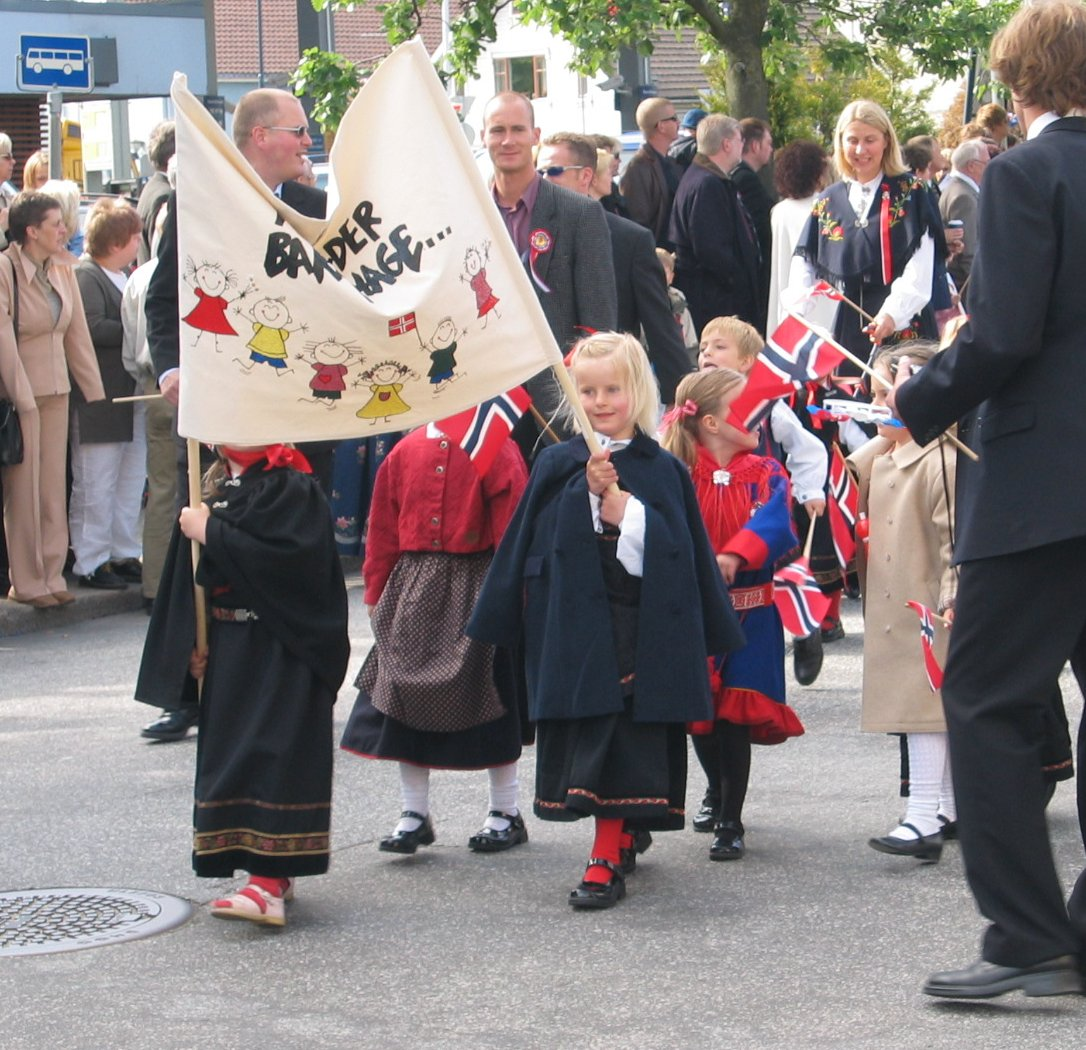
ノルウェーの憲法記念日

- 世界情報社会・電気通信日（ 世界）
1865年のこの日に国際電気通信連合 (ITU) の前身である万国電信連合が設立されたことを記念し、国際電気通信連合が1973年に「世界電気通信の日」として制定した。2005年の世界情報通信サミットにおいて世界電気通信の日と同じ5月17日を「世界情報社会の日」とすることが決議され、翌2006年のITU全権大使会議において、2つの国際デーをあわせて「世界電気通信および情報社会の日」とすることが決議された。
- 大谷翔平の日（ アメリカ合衆国）
ロサンゼルスが2024年に制定。大谷の背番号が17番であることから17日は現役活動中、ロサンゼルスで『大谷翔平の日』とする。
- 世界高血圧デー（高血圧の日）（ 世界）
世界高血圧連盟が2005年に制定。日本では2007年から「高血圧の日」として実施されている。
- 国際反ホモフォビア・トランスフォビア・バイフォビアの日（ 世界）
旧称：国際反ホモフォビアの日。1990年のこの日に世界保健機関で国際障害疾病分類から同性愛を削除することが決議されたことを記念。
- 憲法記念日（英語版）（ ノルウェー）
1814年のこの日、オスロ郊外のアイツヴォルでノルウェー憲法が調印された。
- 憲法記念日（ ナウル）
1968年のこの日に憲法が制定されたことを記念。
- 解放記念日（ コンゴ民主共和国）
1997年のこの日、コンゴ・ザイール解放民主勢力連合 (AFDL) のローラン・カビラが第一次コンゴ戦争の勝利宣言をしたことを記念。

- 生命・きずなの日（ 日本）
臓器提供したドナーの家族で作る日本ドナー家族クラブ（JDFC）が2002年に制定。5月は新緑の候で生命の萌え立つ季節であること、17日は「ド（十=とお）ナー(七)」となることからの語呂合せ[9]。